# Associazione Sportiva Cosenza 1959-1960
Questa pagina raccoglie le informazioni riguardanti l'Associazione Sportiva Cosenza nelle competizioni ufficiali della stagione 1959-1960.

## Rosa
| N. |                   | Ruolo | Calciatore         |
| -- | ----------------- | ----- | ------------------ |
|    | Italia (bandiera) | C     | Elio Ardit         |
|    | Italia (bandiera) | D     | Giorgio Bordignon  |
|    | Italia (bandiera) | D     | Rolando Boaretto   |
|    | Italia (bandiera) | D     | Gianfranco Coaro   |
|    | Italia (bandiera) | A     | Virginio Costa     |
|    | Italia (bandiera) | C     | Mario Dalla Pietra |
|    | Italia (bandiera) | C     | Mario Delfino      |
|    | Italia (bandiera) | D     | Luciano Federici   |
|    | Italia (bandiera) | A     | Agide Lenzi        |
|    | Italia (bandiera) | A     | Lamberto Leonardi  |

| N. |                   | Ruolo | Calciatore          |
| -- | ----------------- | ----- | ------------------- |
|    | Italia (bandiera) | D     | Edoardo Orlando     |
|    | Italia (bandiera) | A     | Giovanni Palpacelli |
|    | Italia (bandiera) | P     | Francesco Paolillo  |
|    | Italia (bandiera) | P     | Enzo Sartori        |
|    | Italia (bandiera) | D     | Pietro Scandola     |
|    | Italia (bandiera) | D     | Giorgio Trocini     |
|    | Italia (bandiera) | C     | Ermanno Vairani     |
|    | Italia (bandiera) | A     | Giorgio Vecchiatto  |
|    | Italia (bandiera) |       | Zatterin            |